# Tanigucsi Jukinori
Tanigucsi Jukinori (japánul: 谷口 行規; Hirosima, 1968. szeptember 27. –) japán autóversenyző és üzletember.
Kezdeti éveit japán bajnokságokban töltötte, ahol egészen jó eredményeket sikerült elérnie. A WTCC-ben 2008-ban mutatkozott be egy Honda Accorddal. Az első pontjait a 2010-es esős Japán nagydíjon a nagy kavarodásban elért 9. helyezésével szerezte meg, ekkor már egy Chevrolet Lacettivel, ezt követően elindult Makaón is, de a legendásan nehéz utcai pályán nem sikerült pontot szereznie. Az 1. futamon a 13. lett, a 2. futamon pedig kiesett.

## Versenyzői pályafutása

### A WTCC előtti évek
A WTCC-s pályafutását megelőzően korábban Japán Super Taikyu Endurance szériában versenyzett, és a Japan Classic Car Challengeben is szerepelt, ezekben a versenysorozatokban győzelmeket szerzett. 2007-ben a Japán Le Mans Széria második pozíciójában zárt.

### 2008
2008-ban debütált a WTCC-ben az N.Technology csapat színeiben, egy Honda Accord Euro R-t vezetve a monzai hétvégén, ahol az első versenyen a 21. helyen intették le, a második futamon pedig kiesett. Azt ezt követő japán hétvégén is szerepelt, amit Okajamában rendeztek meg, ezen a hétvégén mindkét versenyen célba ért, egy 20., valamint egy 19. helyezést sikerült elérnie.

### 2010
A 2010-es WTCC-szezon kezdetén nem szerepelt a mezőny tagjai között, azonban a bamboo-engineering csapata a szezon utolsó három hétvégéjére beültette az addig pont nélkül álló brit Harry Vaulkhard helyére, így az oscherslebeni hétvégén már Tanigucsi vezette a csapat Chevrolet Lacettijét. A harmadik versenyhétvégéjén a csapattal megszerezte első pontjait a WTCC-ben, miután az esős okajamai versenyen a 9. pozícióban zárt.

### 2011
A 2011-es évben Tanigucsi teljes évet futott a WTCC-ben, miután a bamboo-engineering csapata lehetőséget adott neki erre a szezonra is. Az első hétvégén Brazíliában még egy Chevy Lacettivel ment, de a következő Belga nagydíjon már ő és csapattársa Darryl O'Young is megkapták az új Chevrolet Cruze versenyautókat. Azonban ez sem hozta meg a várt sikereket. A japán pilóta sokáig csak szenvedett az új autóval, és teljesen beleszürkült a középmezőnybe. Ez már csak azért is érdekes, mert a többi Chevy viszont egész évben az élen volt. Tanigucsi, aki egyébként nagy videójátékos, a hazai nagydíján aztán behozta a Chevyt a 7. helyen, így megszerezte ebben az évben is az első pontjait, rögtön 6-ot. A következő Kínai futamon aztán oly mértkékben összetörte az autóját, hogy végül az utolsó hétvégén, Makaón sem tudott elindulni. Végül tehát 6 ponttal a bajnokság 20. helyen zárta az idényt.

### 2012
A 2012-es idényben nem tudott elindulni a WTCC-ben, így visszament Japánba. Ott pedig megnyerte a Japán Endurance Bajnokságot.

### 2013
A 2013-as szezonban Tanigucsi jelentkezett a WTCC-ben először induló kizárólag ázsiai pilótáknak fenntartott Ázsia Kupába. Ezt a bajnokságot a Japán nagydíjtól vezették be. Hazai versenyén azonban nem tudott nagyot villantani. A Wiechers-Sport színeiben indult egy BMW-vel ezen a hétvégén. Az 1. futamon a 16. lett, a 2. futamon a 17. helyen ért célba. Az Ázsia Kupában ez két második helyet jelentett. Kínában a sanghaji versenypályán már a Campos Racing színeiben indult egy SEAT Leónnal. Összességében gyengén szerepelt hiszen a 21., és a 23. helyet sikerült megszereznie, viszont az Ázsia Kupában még így is nyerni tudott. A szezont akárcsak az előző években idén is Makaóban zárták. A híres utcai pályán nagy, 32 fős mezőny gyűlt össze. Tanigucsi ismét csapatot és márkát váltott. Ezúttal a Nika Racing színeiben indult egy Chevrolet Cruze-zal. Az 1. futamon a 17. helyen ért célba. A 2. futam az év legőrültebb versenyét hozta. Rögtön az első kanyarban a rajt után egy hatalmas tömeg baleset történt. Tanigucsi ebbe nem került bele, így folytatni tudta a versenyt. Egy hosszú piros zászlós szakasz után folytatódhatott a verseny, azonban nem kellett sokat várni egy újabb piros zászlós szakaszra. Ugyanis Eurico De Jesus belerohant Tom Chilton autójába, majd először sárga, majd piros zászló alatt az Ázsia Kupa pilótáinak nagy része még ezekbe a roncsokba is belement. Tanigucsi ugyan sikeresen lelassított, azonban hátulról eltalálta őt Joseph Rosa Merszei, így Tanigucsi számára is véget ért a futam. Azonban még így is megnyerte az Ázsia Kupát, így ő lett ennek a kis bajnokságnak a bajnoka. Az összesítésben a 38. helyen zárt.

### 2014
A 2014-es idényben Tanigucsi elindult a WTCC Magyar nagydíján egy TC2-es Honda Civickel. Azonban mind a két futamot az utolsó helyen zárta.

### Japán TCR-sorozat
Nevezett a 2019-re létrehozott Japán TCR-sorozatban is, ahol a KCMG csapat Honda Civic Type R TCR-ével versenyzett. A széria szombati értékelésében a 8. helyen zárt 44 egységet gyűjtve, a legjobb eredménye egy negyedik helyezés volt Okajamából. A vasárnapi pontversenyt a 11. pozícióban zárta 12 ponttal, amit két hetedik helyezéssel gyűjtött össze, az autopolisi pályán tartott szezonnyitóról, illetve szintén az okajamai hétvégéről. A Gentleman értékelés szombati kiírását megnyerte 111 ponttal, míg a vasárnapi Gentleman értékelést az ötödik helyen zárta 53 egységgel.

## Yuke's
1993-ban megalapította saját cégét, a Yuke's-t, az oszakai Szakaiban lévő lakásában. Az egyetem elvégzéséig körülbelül 20 videójátékot fejlesztett. A diploma megszerzése után belekezdett a professzionális birkózó játékok fejlesztésébe, hogy kihasználja a PlayStation 3D-s grafikai teljesítményét, ilyen volt a Toukon Retsuden című játék, amit a cége fejlesztett, és amelyet 1995-ben dobott piacra a Tomy nevű cég. A piacon kapható többi 3D-s verekedős játékkal ellentétben, amelyek a gombnyomkodásra helyezték a hangsúlyt, a Tokonretuden játékmechanikája ezzel szemben új mechanikára épült, és több mint egymillió példányban kelt el.
A Toukon Retsuden-sorozat sikere révén a Yuke's tőkéhez jutott, és a cég kifejlesztette az Evil Zone-t, az első játékot, amelyet a Yuke's neve alatt értékesítettek. A játék nem volt sikeres Japánban, de a veszteséget a külföldi, különösen az amerikai eladások pótolták. E tapasztalatok miatt elhatározta, hogy megcélozza az Egyesült Államok piacát és kifejlesztette a WWF SmackDown! című játékot. A 2000-ben piacra került játékból nemcsak az Egyesült Államokban adtak el 2 milliót, hanem Japánban is sikert aratott. Japánban a játék hozzájárult a játék alapját képező World Wrestling Entertainment (WWE) ismertségének fejlődéséhez.
2005-ben  51%-os tulajdon részesedést vásárolt a hanyatló New Japan Pro-Wrestlingben (amelyen a Tokonretuden alapult). Ez az akció tovább növelte tekintélyét a japán profi pankráció rajongói körében.

## Teljes Túraautó-világbajnokság eredménylstája
| Év   | Csapat             | Autó                 | 1   | 1   | 2   | 2   | 3   | 3   | 4   | 4   | 5   | 5   | 6   | 6   | 7   | 7   | 8   | 8   | 9   | 9   | 10  | 10  | 11  | 11  | 12  | 12  | Helyezés | Pont |
| 2008 | N.Technology       | Honda Accord Euro R  | CUR | CUR | PUE | PUE | VAL | VAL | PAU | PAU | BRN | BRN | EST | EST | BRA | BRA | OSC | OSC | IMO | IMO | MON | MON | OKA | OKA | MAC | MAC | Hn       | 0    |
| ---- | ------------------ | -------------------- | --- | --- | --- | --- | --- | --- | --- | --- | --- | --- | --- | --- | --- | --- | --- | --- | --- | --- | --- | --- | --- | --- | --- | --- | -------- | ---- |
| 2008 | N.Technology       | Honda Accord Euro R  |     |     |     |     |     |     |     |     |     |     |     |     |     |     |     |     |     |     | 21  | Ki  | 20  | 19  |     |     | Hn       | 0    |
| 2010 | bamboo-engineering | Chevrolet Lacetti    | CUR | CUR | MAR | MAR | MON | MON | BEL | BEL | POR | POR | BRA | BRA | BRN | BRN | OSC | OSC | VAL | VAL | OKA | OKA | MAC | MAC |     |     | 18.      | 4    |
| 2010 | bamboo-engineering | Chevrolet Lacetti    |     |     |     |     |     |     |     |     |     |     |     |     |     |     | 17  | 14  | 17  | 18  | 9   | 16  | 13  | Ki  |     |     | 18.      | 4    |
| 2011 | bamboo-engineering | Chevrolet Lacetti    | CUR | CUR | BEL | BEL | MON | MON | HUN | HUN | BRN | BRN | POR | POR | DON | DON | OSC | OSC | VAL | VAL | SUZ | SUZ | CHN | CHN | MAC | MAC | 20.      | 6    |
| 2011 | bamboo-engineering | Chevrolet Lacetti    | 18  | 15  |     |     |     |     |     |     |     |     |     |     |     |     |     |     |     |     |     |     |     |     |     |     | 20.      | 6    |
| 2011 | bamboo-engineering | Chevrolet Cruze 1.6T |     |     | 14  | Kiz | 13  | 11  | 11  | 11  | 15  | 15  | 14  | 15  | 16  | 13  | 17  | 14  | 14  | 16  | 7   | 14  | 20  | Ni  | Vi  | Vi  | 20.      | 6    |
| 2013 | Wiechers-Sport     | BMW 320 TC           | MON | MON | MAR | MAR | SVK | SVK | HUN | HUN | AUT | AUT | RUS | RUS | POR | POR | ARG | ARG | USA | USA | SUZ | SUZ | CHN | CHN | MAC | MAC | Hn       | 0    |
| 2013 | Wiechers-Sport     | BMW 320 TC           |     |     |     |     |     |     |     |     |     |     |     |     |     |     |     |     |     |     | 17  | 16  |     |     |     |     | Hn       | 0    |
| 2013 | Campos Racing      | SEAT León WTCC       |     |     |     |     |     |     |     |     |     |     |     |     |     |     |     |     |     |     |     |     | 21  | 23  |     |     | Hn       | 0    |
| 2013 | NIKA Racing        | Chevrolet Cruze 1.6T |     |     |     |     |     |     |     |     |     |     |     |     |     |     |     |     |     |     |     |     |     |     | 17  | Ki  | Hn       | 0    |
| 2014 | NIKA Racing        | Honda Civic WTCC     | MAR | MAR | PAU | PAU | HUN | HUN | SVK | SVK | AUT | AUT | RUS | RUS | BEL | BEL | ARG | ARG | CHN | CHN | CHN | CHN | SUZ | SUZ | MAC | MAC | Hn       | 0    |
| 2014 | NIKA Racing        | Honda Civic WTCC     |     |     |     |     | 17  | 17  |     |     |     |     |     |     |     |     |     |     |     |     |     |     |     |     |     |     | Hn       | 0    |